# The Silken Affair
The Silken Affair (Brasil: Romance Proibido ) é um filme mudo de comédia romântica, dirigido por Roy Kellino e estrelando David Niven, Geneviève Page, Wilfrid Hyde-White, Joan Sims, Irene Handl e Ronald Squire.

## Elenco
- David Niven - Roger Tweakham
- Geneviève Page - Genevieve Gerard
- Ronald Squire - Marberry
- Beatrice Straight - Theora
- Wilfrid Hyde-White - Sir Horace Hogg
- Howard Marion-Crawford - Baggott
- Dorothy Alison - Sra. Tweakham
- Miles Malleson - Sr. Blucher
- Richard Wattis - Worthington
- Joan Sims - Lady Barber
- Irene Handl - Recepcionista
- Charles Carson - Judge
- Harry Locke
- Martin Boddey - Detetive